# Luj I. od Monaka
Luj I. od Monaka (Monako, 25. srpnja 1642. – Rim, 3. siječnja 1701.), monegaški knez od 1662. do 1701. godine, iz kneževske dinastije Grimaldi. Obnašao je dužnost drugog monegaškog kneza, nakon što su članovi obitelji Grimaldi stoljećima držali dužnost gospodara Monaka. Na kneževskom prijestolju naslijedio je svog djeda Honorija II. († 1662.).

## Životopis
Rodio se kao najstarije od šestero djece i jedini sin u obitelji monegaškog princa i prijestolonasljednika Herkula, markiza od Bauxa († 1651.) i Marije Aureliije Spinola († 1670.). Na krštenju mu je krsni kum bio francuski kralj Luj XIV., zvani Kralj Sunca. Lujev otac Herkul od Bauxa bio je prijestonasljednik kneževskog prijestolja, ali je iznenada poginuo u nesreći 1651. godine, nakon čega je desetogodišnji Luj postao prijestolonasljednik svoga djeda Honorija II.
Njegov djede, knez Honorije II. uspio je izbaciti španjolske trupe iz Kneževine Monako, nakon čega je 1641. godine sklopio sporazum s Francuskom koja je trebala štititi suverenitet Monaka. Poslije Honorijeve smrti, prijestolje i kneževinu preuzeo je njegov unuk Luj I. od Monaka, koji je izgradio dobre odnose na francuskom dvoru i stekao prijateljstvo i naklonost francuskog kralja Luja XIV.
Godine 1660. oženio je kraljevu miljenicu Catherine-Charlotte de Gramont, čiji je otac, maršal Antoine de Gramont, također, uživao kraljevu naklonjenost. Luj I. je sa suprugom imao sinove Antonija i Françoisa Honoréa, nadbiskupa Besançona te četiri kćeri: Mariju Teresu Carlottu, Anu Hipolitu, vojvotkinju od Uzèsa, Giovannu Mariju i Aureliju, damu od Bauxa.

## Vanjske poveznice
- Luj I. – en.gouv.mc (engl.)
- Knez Luj I. od Monaka – hellomonaco.com (engl.)
- Luj I., knez od Monaka – unofficialroyalty.com (engl.)

| Prethodnik:                  | Knez Monaka (1662. – 1701.) | Nasljednik:                |
| Honorije II. (1604. – 1662.) | Knez Monaka (1662. – 1701.) | Antonio I. (1701. – 1731.) |